# Verbindungsbüro des Landtags NRW bei der Europäischen Union
Das Verbindungsbüro des Landtags Nordrhein-Westfalen bei der Europäischen Union ist die Vertretung des Landtags Nordrhein-Westfalen mit Sitz in Brüssel. Es unterstützt den Landtag in der Umsetzung seiner Europapolitik und Wahrnehmung seiner Rechtsetzungsprozesse.

## Organisation
Das Verbindungsbüro befindet sich in der nordrhein-westfälischen Landesvertretung bei der Europäischen Union in Brüssel. Es befindet sich in unmittelbarer Nähe zum Europaviertel auf der Rue Montoyer 47. Es ist der Abteilung III und dem Referat III.4 zugeordnet.

## Aufgaben und Ziele
Das Verbindungsbüro des Landtags Nordrhein-Westfalen bei der Europäischen Union nimmt die Interessen des Landes auf europäischer Ebene wahr:
- Es informiert frühzeitig das Landesparlament über geplante Vorhaben der EU und kann somit seine Rechte im Gesetzgebungsprozess wahrnehmen
- Es ist für die Abgeordneten des Landtags eine Anlaufstelle bei ihrer europapolitischen Arbeit, zum Beispiel für Informationsreisen und Begegnungen in Brüssel
- Es dient als Konferenzlokal bei Gesprächen über die Auswirkungen europäischer Gesetzgebung auf das Land NRW.
- Es unterstützt den Landtag in sogenannten Subsidiaritätsverfahren